# Thai Women’s League 2025

## Thai Women’s League
Die Thai Women’s League 2025 (thailändisch ไทยวีเมนส์ลีก ฤดูกาล 2568) war die 11. Spielzeit der höchsten thailändischen Frauenfußballliga seit ihrer Gründung im Jahr 2008. Organisiert wurde die Liga vom thailändischen Fußballverband. An dem Wettbewerb nahmen acht Mannschaften teil. Die Saison begann am 1. Februar 2025. Titelverteidiger war BG College of Asian Scholars.

### Mannschaften
| Mannschaft                        | Standort            | Stadion                                      |
| --------------------------------- | ------------------- | -------------------------------------------- |
| Bangkok WFC                       | Bangkok, Min Buri   | 72nd Anniversary Stadium (Min Buri)          |
| Chonburi WFC                      | Chonburi            | Chonburi Stadium                             |
| Chonburi Sports School            | Chonburi            | Chonburi Training Ground                     |
| BG College of Asian Scholars      | Khon Kaen           | Unif Park                                    |
| Kasem Bundit University FC        | Bangkok, Min Buri   | Kasem Bundit University Stadium              |
| LPGSS Khelang United              | Lampang             | Stadium of Lampang Sports School             |
| Nakhon Si Thammarat Sports School | Nakhon Si Thammarat | Stadium of Nakhon Si Thammarat Sports School |
| Surin Hinkhon United              | Surin               | Khok Takhian Stadium                         |

### Mannschaften nach Provinz
| Provinz             | Anzahl | Vereine                                  |
| ------------------- | ------ | ---------------------------------------- |
| Bangkok             | 2      | Bangkok WFC / Kasem Bundit University FC |
| Chonburi            | 2      | Chonburi WFC / Chonburi Sports School    |
| Khon Kaen           | 1      | BG College of Asian Scholars             |
| Lampang             | 1      | LPGSS Khelang United                     |
| Nakhon Si Thammarat | 1      | Nakhon Si Thammarat Sports School        |
| Surin               | 1      | Surin Hinkhon United                     |

### Tabelle
| Pl.                    | Verein                            | Sp. | S  | U | N  | Tore    | Diff. | Punkte |
| ---------------------- | --------------------------------- | --- | -- | - | -- | ------- | ----- | ------ |
| 1.                     | BG College of Asian Scholars (M)  | 14  | 13 | 1 | 0  | 062:800 | +54   | 40     |
| 2.                     | Chonburi WFC                      | 14  | 11 | 1 | 2  | 060:120 | +48   | 34     |
| 3.                     | Bangkok WFC                       | 14  | 10 | 1 | 3  | 047:140 | +33   | 31     |
| 4.                     | Kasem Bundit University FC        | 14  | 8  | 0 | 6  | 030:240 | +6    | 24     |
| 5.                     | Nakhon Si Thammarat Sports School | 14  | 4  | 2 | 8  | 024:240 | ±0    | 14     |
| 6.                     | Chonburi Sports School            | 14  | 3  | 2 | 9  | 021:410 | −20   | 11     |
| 7.                     | LPGSS Khelang United              | 14  | 2  | 0 | 12 | 011:740 | −63   | 06     |
| 8.                     | Surin Hinkhon United              | 14  | 1  | 1 | 12 | 007:650 | −58   | 04     |
| Stand: Saisonende 2025 |                                   |     |    |   |    |         |       |        |

| Zum Saisonende 2025:                                                                                          |
| Thailändischer Meister und Teilnahme an der AFC Women’s Champions League Abstieg in die Thai Women's League 2 |

## Thai Women's League 2
Die Thai Women’s League 2 2025 (thailändisch ไทยวีเมนส์ลีก ฤดูกาล 2 2568) ist die siebte Spielzeit der zweithöchsten thailändischen Frauenfußballliga seit ihrer Gründung im Jahr 2010. Organisiert wird die Liga vom thailändischen Fußballverband. An dem Wettbewerb nehmen acht Mannschaften teil. Die Saison begann am 1. Februar 2025 und soll am 25. Mai 2025 beendet sein.

### Mannschaften
| Mannschaft                   | Standort                 | Stadion                                                                     |
| ---------------------------- | ------------------------ | --------------------------------------------------------------------------- |
| Arma & Masuk Thawiwattana FC | Bangkok                  | 72nd Anniversary Stadium (Bang Mod)                                         |
| Bangkok Sports School        | Bangkok, Thung Khru      | 72nd Anniversary Stadium (Bang Mod)                                         |
| BRU Burirat Academy          | Buriram                  | Khao Kradong Stadium                                                        |
| Khon Kaen Sports School      | Khon Kaen                | Stadium of Khon Kaen Sports School                                          |
| Nakhon Sawan FC              | Nakhon Sawan             | Stadium of Nakhon Sawan Sports School                                       |
| Phranakorn FCW               | Chonburi                 | Chonburi Training Ground                                                    |
| PTU Thakhlong                | Thanyaburi, Pathum Thani | Stadium of Rajamangala University of Technology Thanyaburi, Rangsit Campusm |
| Sisaket WFC                  | Sisaket                  | Stadium of Sisaket Sports School                                            |

### Mannschaften nach Provinz
| Provinz      | Anzahl | Vereine                                              |
| ------------ | ------ | ---------------------------------------------------- |
| Bangkok      | 2      | Arma & Masuk Thawiwattana FC / Bangkok Sports School |
| Buriram      | 1      | BRU Burirat Academy                                  |
| Chonburi     | 1      | Phranakorn FCW                                       |
| Khon Kaen    | 1      | Khon Kaen Sports School                              |
| Nakhon Sawan | 1      | Nakhon Sawan FC                                      |
| Pathum Thani | 1      | PTU Thakhlong                                        |
| Sisaket      | 1      | Sisaket WFC                                          |

### Tabelle
| Pl.                    | Verein                       | Sp. | S | U | N  | Tore    | Diff. | Punkte |
| ---------------------- | ---------------------------- | --- | - | - | -- | ------- | ----- | ------ |
| 1.                     | Nakhon Sawan FC              | 14  | 9 | 2 | 3  | 025:150 | +10   | 29     |
| 2.                     | BRU Burirat Academy          | 14  | 8 | 2 | 4  | 025:160 | +9    | 26     |
| 3.                     | Bangkok Sports School        | 14  | 8 | 2 | 4  | 027:200 | +7    | 26     |
| 4.                     | PTU Thakhlong                | 14  | 7 | 4 | 3  | 028:210 | +7    | 25     |
| 5.                     | Phranakorn FCW               | 14  | 5 | 4 | 5  | 021:200 | +1    | 19     |
| 6.                     | Khon Kaen Sports School      | 14  | 4 | 4 | 6  | 021:170 | +4    | 16     |
| 7.                     | Arma & Masuk Thawiwattana FC | 14  | 4 | 1 | 9  | 022:310 | −9    | 13     |
| 8.                     | Sisaket WFC                  | 14  | 1 | 1 | 12 | 025:540 | −29   | 04     |
| Stand: Saisonende 2025 |                              |     |   |   |    |         |       |        |

| Zum Saisonende 2025:                |
| Aufstieg in die Thai Women’s League |